# Upplands runinskrifter 630
Upplands runinskrifter 630 är en vikingatida runsten av granit i Väst-Tibble, Håbo-Tibble socken och Upplands-Bro kommun. Runstenen är cirka 2,60 meter hög och cirka 1,15 meter bred. Runhöjden är 4,5-7,5 centimeter. Ristningens höjd är 1,77 meter och dess största bredd 0,77 meter. Runstenens yta är knottrig och skadad genom lodrätt gående sprickor. Ristningen är jämnt och säkert huggen, väl bevarad och överallt tydlig.

## Inskriften
Translitterering av runraden:
freybiurn · lit · raisa · sain · þeno · eftiʀ · kuntiarf · faþur · sin
Normalisering till runsvenska:
Frøybiorn let ræisa stæin þenna æftiʀ Gunndiarf, faður sinn.
Översättning till nusvenska:
Fröbjörn lät resa denna sten efter Gunndjärv, sin fader.